# Храм Гэсэра
Храм Гэсэра (монг. Гэсэр сүм; современное официальное название — Бадма Ёга дацан) — буддийский архитектурный комплекс в Улан-Баторе, в котором располагается религиозное училище. Административно относится к монастырю Гандантэгченлин.

## История
Святилище Гуань-ди было изначально построено последователем китайского буддизма Дзахаром из рода Гувэ на деньги, собранные с китайской общины Урги, в 1919—1920 годах. Оно располагалось на южной стороне Тасганы-обо, и включало в себя павильон с колоколом, храм Тары, молитвенное помещение, жилое здание основателя, два здания буддийского училища, куда добровольно приходили за религиозным образованием ургинские китайцы. В главном храме располагались статуи Гуань-ди и его помощников-оруженосцев, а также иллюстрированное житие Сюаньцзана. В двух помещениях другого храма находились скульптуры двух скакунов Гуань-ди — белого и рыжего. Весь комплекс был окружён забором-хашаном. Со времени, как в 1933 году здание перешло в собственность государства, первоначальный облик здания был немного изменён; в 1966 году лама-художник Данзан изваял статую Гэсэра в виде конного богатыря, которую установили в главном храме вместо китайской скульптуры Гуань-ди. В 1998 году комплекс был взят под государственную охрану, а с 16 января 2002 года восстановил работу.
Комплекс располагается в районе Баянгол, в промежутке между улиц Их-Тойруу и Зурагтын, в 8-м хороне. В настоящее время в этом здании расположился дацан Бадма Ёга, — буддийское училище, относящееся к монастырю Гандантэгченлин.